# Russell Cross
Russell Cross jr. (Chicago, 5 settembre 1961) è un ex cestista statunitense, professionista nella NBA.

## Carriera
È stato selezionato dai Golden State Warriors al primo giro del Draft NBA 1983 (6ª scelta assoluta).

## Palmarès
- McDonald's All-American Game (1980)